# Petigars Prat Carrabin
Pour les articles ayant des titres homophones, voir Prat et Carabin (homonymie).
Petigars Prat Carrabin & Cie est une entreprise française de construction automobile créée en 1898 à Morlaix.

## Voitures

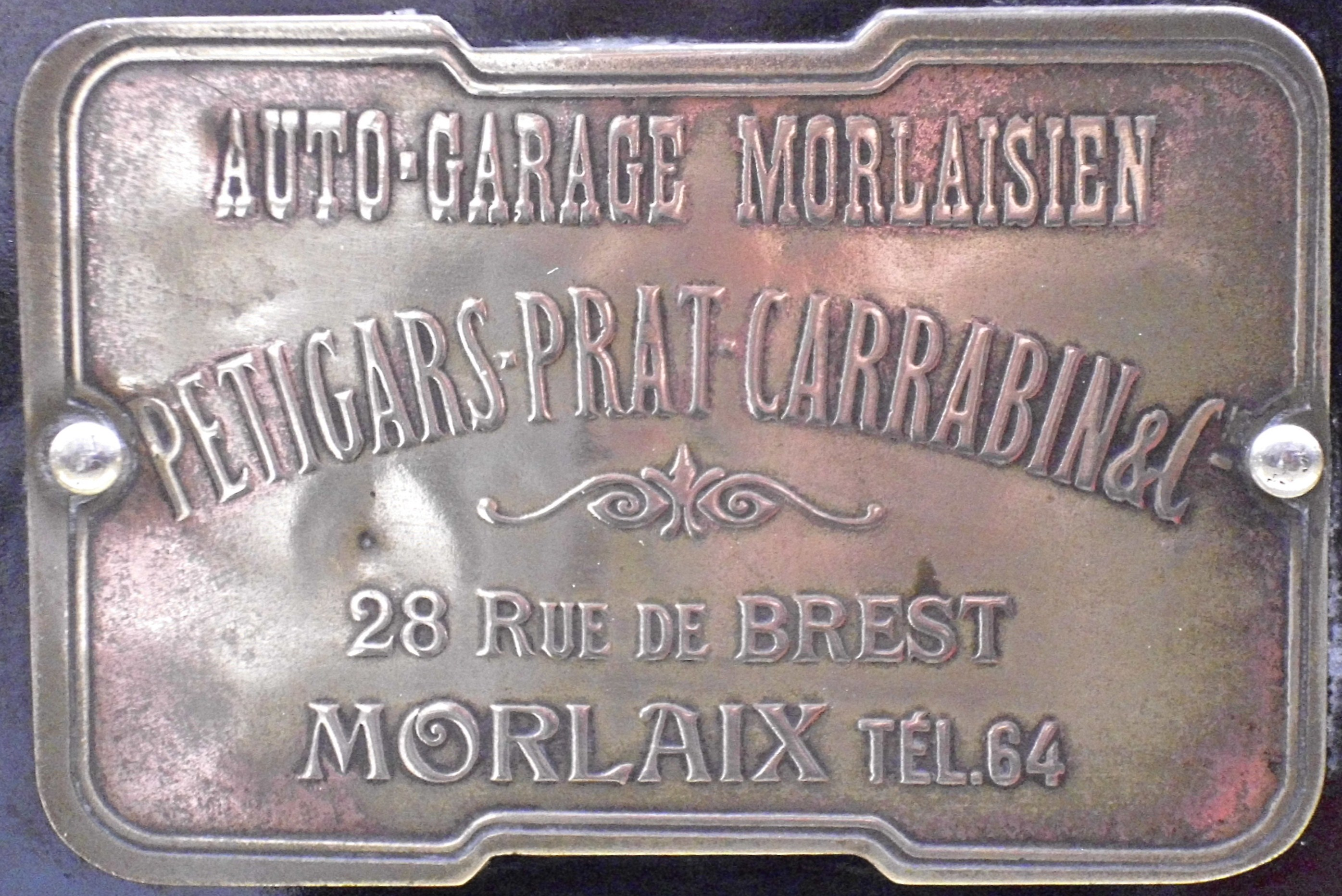

Les voitures étaient alimentées par un moteur monocylindre de 900 cm³ refroidi par eau et développant 8 chevaux. Le moteur est installé à l'avant du véhicule. la voiture, à propulsion arrière, peut accueillir deux personnes. 
Le poids à vide est de 420 kg et la vitesse maximale de 30 km/h.

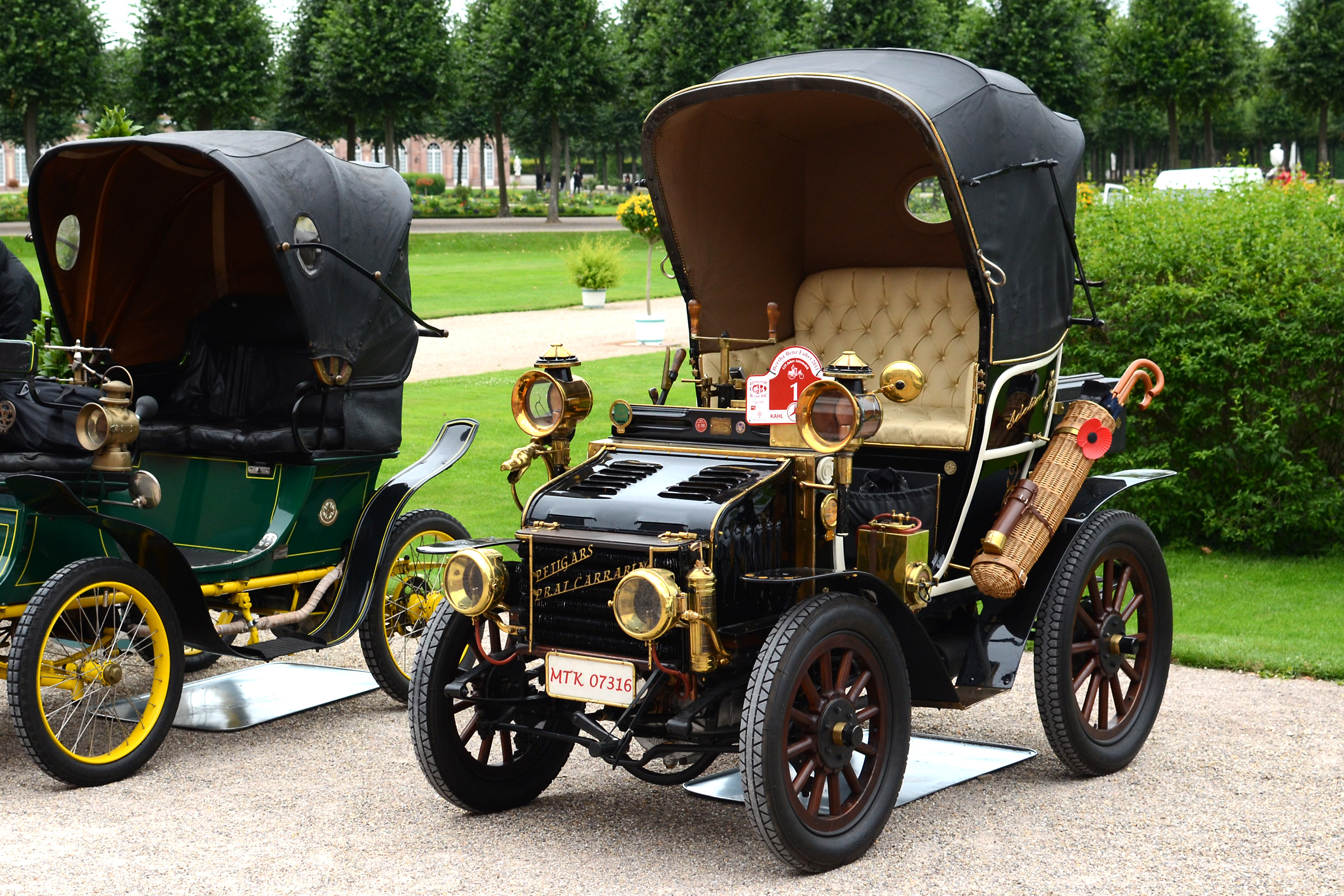
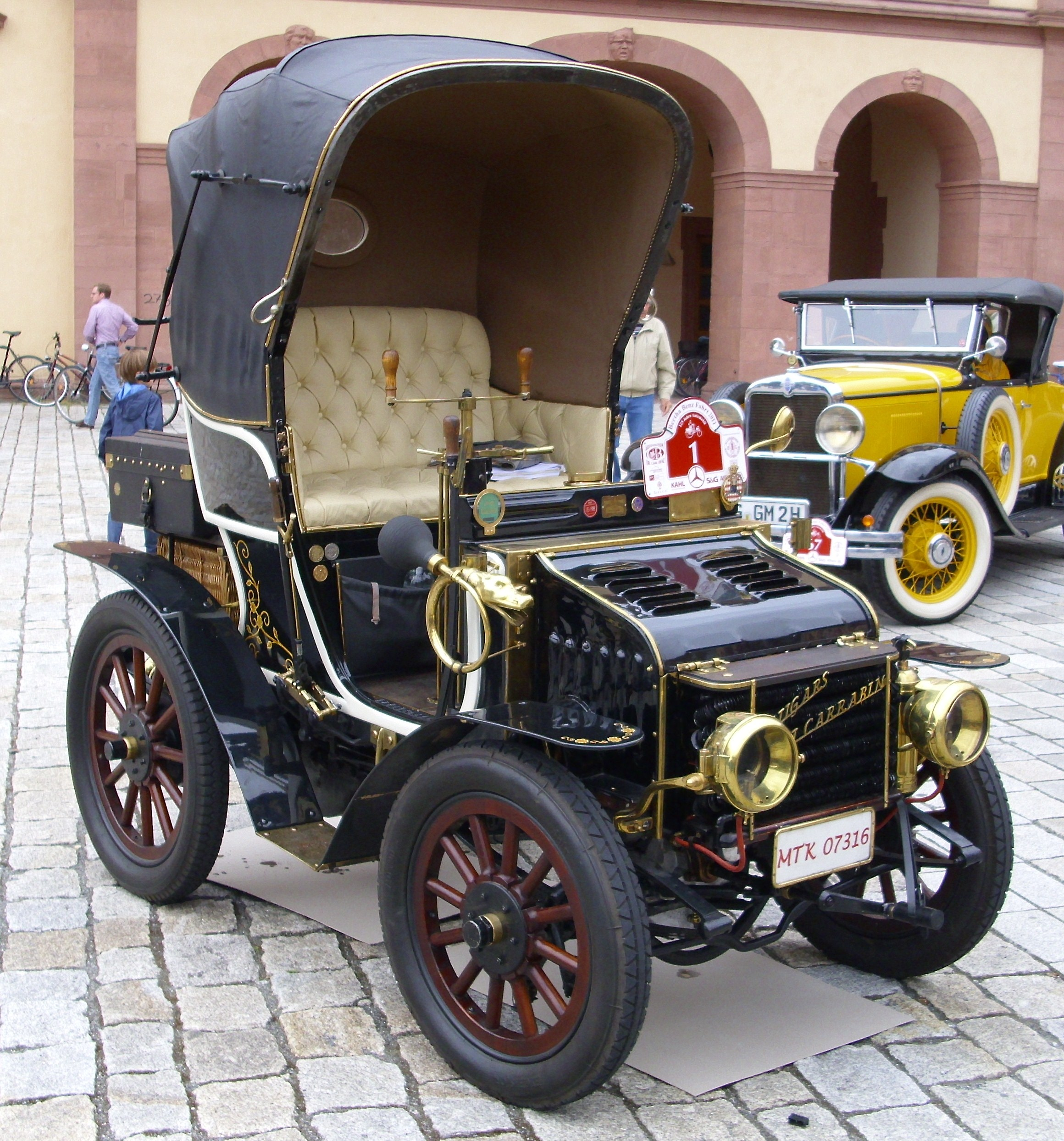
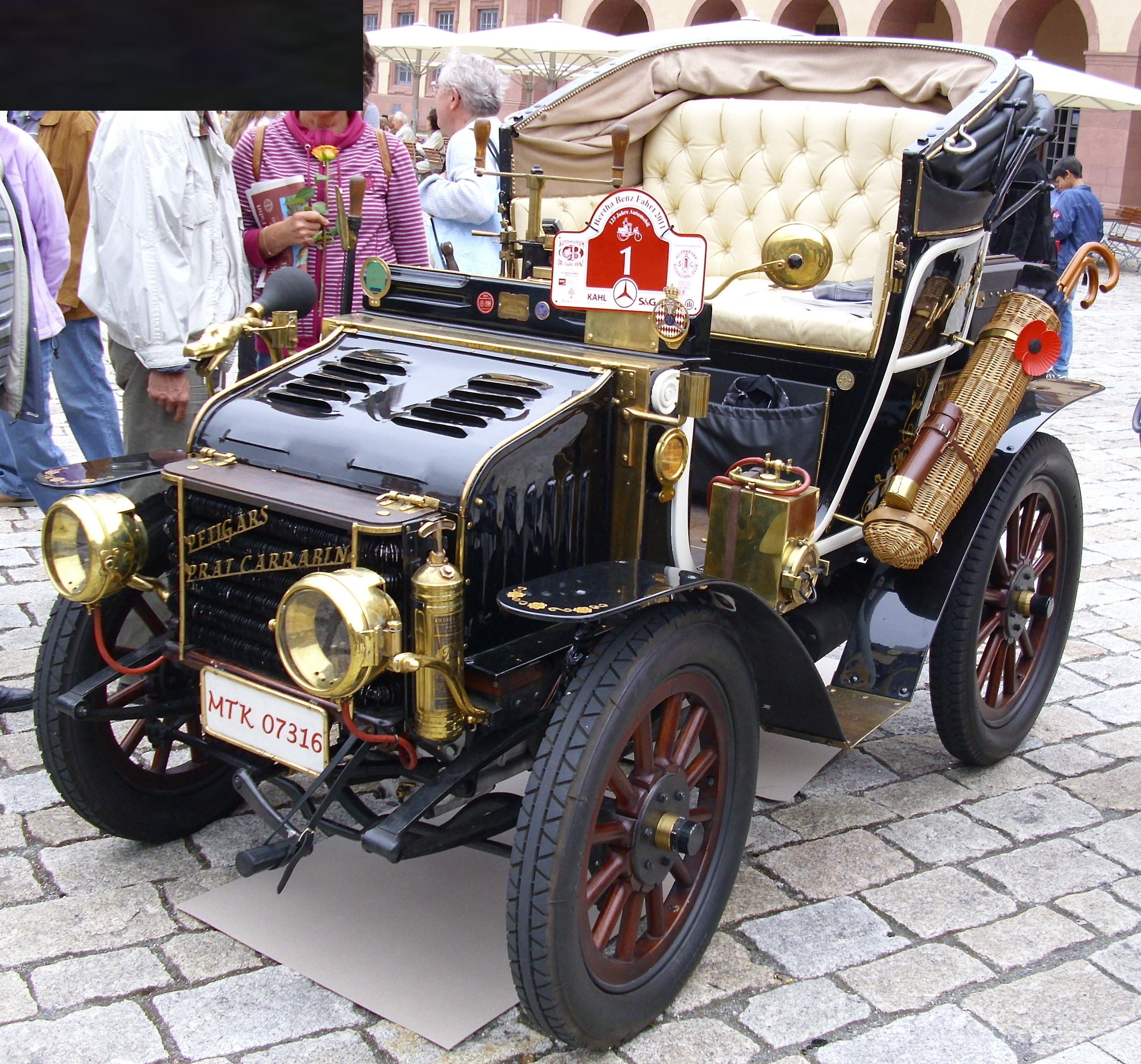